# Думский мост (Колпино)
Думский мост — пешеходный металлический балочный мост через Комсомольский канал в городе Колпино (Колпинский район Санкт-Петербурга).

## Расположение
Расположен в створе улицы Культуры. На правом берегу у входа на мост установлена скульптурная композиция «Семья» («Влюблённые») (художник Е. Бурков).
Выше по течению находится Никольский мост, ниже — Тверской мост.

## Название
Построенный по решению посадкой думы и на средства посада мост был назван Думским. Также существовали названия Новгородский (мост выходил к Новгородской улице) и Приютский (в здании школы искусств с 1885 по 1918 годы размещался приют). После Октябрьской революции мост переименовали в мост Революции, по новому названию Новгородской улицы. По воспоминаниям местных жителей существовало также название Красненький мост. В 2010 году было официально восстановлено название моста — Думский.

## История
Первый мост на этом месте был построен не позднее 1882 года. В 1912 году ремонт моста выполнил подрядчик М. К. Смелов, стоимость работ составила 2850 руб. К 1930 году это был деревянный многопролётный проезжий мост с балочными пролётами и свайными опорами. Существующий мост построен в 1971 году по документации ДЭУ Колпинского района силами СУ-2 треста «Ленмостострой».

## Конструкция
Мост трёхпролётный сталежелезобетонный балочный. Пролётное строение состоит из металлических двутавровых балок, объединённых монолитной плитой прохожей части. Опоры моста на свайном основании из двух свай, объединённых в местах опирания пролётных строений железобетонными насадками. Общая длина моста составляет 36,9 м, ширина — 2,4 м.
Мост предназначен для движения пешеходов. Покрытие прохожей части — асфальтобетон. Перильное ограждение металлическое сварное. На правом берегу установлена скульптурная композиция «Семья» («Влюблённые»), на левом — ограждение в виде стилизованного нотного стана.